# Jacques Dubois
Jacques Dubois, citat sovint amb el seu nom llatinitzat: Jacobus Sylvius (Lœuilly, prop d'Amiens, França, 1478 - París, 13 de gener de 1555), fou un metge i anatomista francés, i autor de la primera gramàtica de la llengua francesa.

## Biografia
Fou el seté dels quinze fills d'un treballador pobre, Nicolas Dubois. Un dels seus germans grans (François, el tercer), que freqüentà diversos col·legis parisencs abans d'esdevenir el director del Col·legi de Tournai, el feu anar a París, a ell i a un altre germà, Jean (el vuité, que esdevindria canonge d'Amiens), i s'encarregà de l'educació de tots dos. Jacques Dubois estudià de primer les arts liberals al Col·legi de Tournai. A més del llatí, del qual adquirí un notable domini, aprengué grec, i també hebreu amb François Vatable. Estudià matemàtiques amb Lefèvre d'Étaples. També foren mestres seus Guillaume Budé i Lazare de Baïf. De seguida s'orientà cap a la medicina, i estudià anatomia amb Jean Tagault.
Dubois es posà a ensenyar medicina sense ser doctor, la qual cosa li valgué els blasmes furibunds de la facultat de medicina. A part d'aquest fet, les fonts divergeixen molt sobre els estudis de medicina que va fer. Es va matricular en la facultat de medicina de Montpeller el 22 de novembre de 1529, als cinquanta-un anys; l'any següent, segons Jean Astruc, era doctor de Montpeller, ja que alguns alumnes podien abreujar els seus estudis, principalment els que provenien d'altres escoles. Tornat a París, obtingué un batxillerat de la facultat de medicina d'aquesta ciutat el 1531. El 1535, ell i Jean Fernel (que, al col·legi de Cornouailles, ensenyava igualment fora de la facultat) reberen la llicència d'ensenyar medicina.
Sylvius fou un dels metges més prestigiosos de la seua època. Treballador, eloqüent i persuassiu, tingué més estudiants (quatre-cents o cinc-cents) que, per exemple, Jean Fernel. La causa d'aquesta diferència era que Sylvius feia disseccions, ensenyava la preparació dels remeis i explicava les plantes, cosa que Fernel no feia. Ensenyà en el col·legi de Tréguier i succeí a Guido Guidi (Vidus Vidius) en el Collège royal el 1553.
Dubois mai no es va casar. Tenia fama d'avar, cosa que hom ha relacionat amb el seu origen humil i amb la seua infància en la misèria. No donava els cursos sinó a condició de ser pagat a la bestreta. Els estudiants a qui exigia un pagament estricte tingueren ocasió d'enfosquir la seua reputació; per exemple, el dia del seu funeral va ser deslluït per un escàndol: es trobà en la seua tomba l'epitafi següent: «Sylvius hic situs est gratis qui nil dedit unquam / Mortuus & gratis quod legis ista dolet.» (Ací jau Sylvius, que mentre visqué no donà mai res debades. Mort, encara li dol que hom puga llegir debades aquest mot.) L'autor del dístic seria George Buchanan.

## Aportacions

### Medicina
La Universitat de París fou, en el segle xvi, el centre del renaixement del galenisme partint dels textos originals del mateix Galé. Aquest galenisme antic volia purificar el galenisme medieval, fet de comentaris i de sabers mediats (escolàstica, medicina àrab). Dubois és un dels mestres d'aquest període, defensor del Galé original contra els arabistes, i també contra els anatomistes moderns, entre els quals el seu propi deixeble Andreas Vesal.

#### Anatomia
Dubois fou en primer lloc professor d'anatomia, practicant les seues pròpies diseccions. Tenia confiança plena en l'anatomia de Galé, la qual considerava com una veritat superior. Quan el seu antic alumne Vesal publicà la seua De humani corporis fabrica (1543) i fundà l'anatomia moderna, li replicà escrivint que el veritable cos humà era el del temps de Galé, i que després havia degenerat. Dubois s'oposà a les il·lustracions de Vesal, considerant que la imatge és inútil i nefasta. Als ulls dels metges historiadors del segle xix i de principi del XX, Dubois és culpable d'haver fet un joc verbal indigne contra Vesalius anomenant-lo Vesanius (de vesània, terme que designa l'estat dels folls i insensats).
Amb tot, Dubois fou el primer a introduir una nomenclatura anatòmica, en particular per a designar els músculs. Distingia entre múscul voluntari i múscul involuntari. El múscul quadrat plantar portava el nom de «carn quadrada de Sylvius». Va fer la primera descripció de la vàlvula semilunar de la vena cava inferior impròpiament anomenada vàlvula d'Eustachi. Va descriure l'os esfenoide; l'ossicle de Sylvius o apòfisi lenticular és una part de l'enclusa, en la cadena dels ossicles. Va descriure també una tècnica d'injecció de colorants. Estudià els ventricles cerebrals per talls sagitals i transversals, mètode que reprengué Vesal. Ací, Jacobus Sylvius (Jacques Dubois) no s'ha de confondre amb Franciscus Sylvius (Franciscus de le Boë), del segle següent. Les denominacions encara molt conegudes: aqüeducte de Sylvius i escissió de Sylvius, venen de Franciscus Sylvius (1614-1672), no de Jacobus Sylvius.

#### Patologia
Galé, que també es tenia per filòsof, és un autor prolix, els elements de medicina pràctica del qual estan dispersos en diverses obres. Dubois efectuà un treball de síntesi i de resums, per tal d'abreujar i simplificar els textos mèdics i fer-los aplicables en la pràctica real. Existien ja nombroses practica de sanitat medieval, però aquells manuals eren disbarats que mesclaven elements savis amb dades empíriques populars, màgiques o ocultes (al contrari del que s'esdevindria a partir del segle xix, la medicina universitària no estava en una posició forta respecte a les medicines populars i a les pràctiques empíriques de tota mena). Dubois considerava que l'astrologia és inútil per als metges.
Una part de la seua obra és un retorn pedagògic a Galé que pretén ser útil als estudiants de medicina i als practicants de base. Dubois elaborà taules i esquemes i plans de cursos que els estudiants pobres podien recopiar entre ells i que constitueixen predecessors llunyans de les multicopistes modernes. Va fer un treball de precisió de definicions, aportant innovacions, almenys de forma, en la descripció de la phrenitis (encefalitis), de l'apoplexia, de la catalèpsia, etc. Corregí els barbarismes, fent una «purificació» lingüística dels textos. Intercanvià mots àrabs o llatins per mots grecs, o a la inversa; per exemple, convulsio en lloc de spasmus, catalepsis en lloc de congelatio, etc. No dubtà a simplificar un text per a tornar-lo més comprensible, o a introduir-hi precisions personals quan ho considerà necessari per a la pràctica mèdica.

#### Terapèutica
Dubois era partidari dels remeis simples (simplicis herbæ), és a dir, basats en una sola planta, i preferentment en les més comunes i menys costoses. S'oposà a les receptes compostes, complexes, fetes de productes rars i cars, que feien més profit als apotecaris que no als malalts, sobretot als apotecaris de Venècia que pretenien reconstituir la triaga. En això, criticà els seus contemporanis arabistes que traïen l'ensenyança d'Avicenna, que preferia també els productes locals, els més simples i els menys cars.
Com els altres metges de la seua època que cercaven un retorn a Galé, Dubois no podia ignorar la matèria mèdica àrab en la seua pròpia pràctica. Es basava, doncs, en l'autoritat d'autors com ara Mesué el jove, inspirant-se en Marco Gattinara (1442?-1496), professor arabista de la Universitat de Pavia. Concilià la seua pràctica real amb la seua fidelitat a Galé, fent dels autors que seguia i de les seues fonts àrabs una continuació vertadera de Galé. Reconeixia que la doctrina d'Hipòcrates i de Galé havia estat superada en diversos terrenys, sobretot pel que fa al tractament de la pesta o de la suor anglesa. Llavors es basava en la tradició medieval, en l'experiència dels metges de Montpeller, en la seua pròpia, i finalment, com deia ell mateix, en l'única ajuda vertadera, la salvació de Déu.

#### Dietètica
Dubois va escriure diversos tractats de dietètica dedicats als problemes de la pobresa. El primer, publicat el 1542, anava destinat als estudiants pobres, dels quals havia format part ell mateix. En el prefaci explica que els estudiants pobres pateixen malalties severes a causa d'un mal règim i d'uns remeis mal utilitzats, i aconsella la higiene i el ritme de vida quotidiana escaient per a un estudiant: gitar-se, dormir, llevar-se, aliments, begudes, vestimenta, exercicis físics, escalfament de la cambra d'estudi i del dormitori, etc. Altres tractats es refereixen a la pobresa en general, contra la qual no pot donar cap esperança de canvi; tan sols intenta ajudar a suportar la misèria per a sobreviure. Aquests tractats són testimoniatges sobre la condició i l'alimentació del poble baix a França en el segle xvi. En efecte, a la fi del regnat de Francesc I, i sota el règim d'Enric II, les guerres d'Itàlia desembocaren en una greu crisi econòmica i monetària, acompanyada de fretures i penúries de tota mena.
Per a Dubois, la medicina humoral de Galé dona esperances de sobreviure. La fam i la set no depenen tant de la situació social com d'un mal equilibri dels humors. Amb menys alimentació, hom pot mantenir un bon equilibri per mitjà d'una tria d'aliments assenyada, l'evitació dels esforços físics, i més son («qui dorm dina»). En darrer extrem, proposa aigües distintament aromatitzades, i arriba a pretendre que seria possible alimentar-se d'olors i de perfums.

### Lingüística
Dubois és l'autor de la primera gramàtica del francés escrita a França per un francés. Tanmateix, la va escriure en llatí, per tal que —diu ell— «aquests principis de la nostra llengua puguen aprofitar alhora als anglesos, als alemanys, als italians, als espanyols, i en fi a tots els estrangers». Aquest text no fou una incursió aïllada fora de la medicina, sinó que també va compondre alguns versos llatins. Sylvius fou l'iniciador de l'ús de l'apòstrof, de la dièresi i de l'accent circumflex (que ell posa, tant l'un com l'altre, a cavall de dues vocals) i proposà un cert nombre de diacrítics que tingué cura d'aplicar al conjunt del seu llibre. S'oposà durant tota la seua vida a l'ús del francés en els textos mèdics, perquè considerava que el francés encara no estava suficientment elaborat.

## Obres (selecció)
- In linguam gallicam isagōge, una cum eiusdem Grammatica latino-gallica, ex hebræis, græcis et latinis authoribus, París: Robert Estienne, 1531.
- In Hippocratis et Galeni Physiologiæ partem anatomicam isagoge, Christian Wechel, Jacob Gasell, 1541; París: Jean Hulpeau, 1555; París: Ægidium Gorbinum, 1561.
- De medicamentorum simplicium delectu, præparationibus, mistionis modo, París, 1542.
- De victus ratione facili ac salubri pauperum scholasticorum libellus, 1542.
- Adversus famen & victuum penuriam consilium, 1546.
- Ordo, et ordinis ratio in legendis Hippocratis et Galeni libris, París: Christian Wechel, 1548.
- Methodus medicamenta componendi, ex simplicibus iudicio summo delectis, et arte certa paratis, Lió, 1548.
- Morborum internorum prope omnium curatio: brevi methodo comprehensa…, Venècia, 1548.
- De re medica libri III, 1550 (Traducció d'un text d'Abū-Zakarīyā Yūḥannā Ibn-Māsawaih (777–857).
- Commentarius in Claudii Galeni duos libros de differentiis febrium, Venècia, 1555.
- De mensibus mulierum, et hominis generatione commentarius, 1556.
- De studiosorum… tuenda valetudine libri II, 1574.
- Opera medica, René Moreau (dir.). Ginebra: Jacques Chouët, 1631.